# 陳宗華
陳宗華(1835-1868？)(陳晚香)，早年補博士弟子員，廩膳生，旋為上 舍 生(監生)。晚香是年得送童生赴臺郡考試，奉公積勞，卒於郡垣，時年三十。嫡配同庚白沙坑陳楊氏，乙酉年逝世，時年五十一。
父為鹿港廈郊慶昌行創立者陳克勸，陳宗華長子陳振德，次子陳耀乾，三子陳舜雲，四子陳懷澄（陳槐庭)。陳懷澄為日治時期鹿港街長，鹿港意樓主人陳懷澄之長子陳培煦曾任街役場助役。

## 家族
- 陳克勸

- 陳植柳

- 長子：陳耀郁
- 次子：陳祈（陳秋鴻）

- 長子：陳培熊
- 次子：陳育恩
- 三子：陳質芬（陳織雲）
- 四子：陳藻雲
- 五子：陳澄雲

- 三子：陳鳳鳴（陳耀寶）
- 四子：陳耀曆（陳耀勒）

- 陳宗潢（陳植梅）

- 長子：陳耀（陳耀要）

- 陳植知

- 次子：陳耀玨（陳耀角）

- 陳植竹

- 次子：陳耀烈

- 陳植昆
- 陳宗濬

- 長子：陳耀敏
- 三子：陳履謙（陳祝三）

- 陳宗華（陳晚香）

- 長子：陳振德（陳耀漢）

- 次子：陳培堯

- 次子：陳耀乾
- 三子：陳舜雲（陳耀頂）
- 四子：陳懷澄（陳耀河）

- 長子：陳後籛
- 次子：陳幼石
- 三子：陳仰止

## 外部連結
- 臺灣歷史人物小傳 - 明清暨日據時期 / 陳耀 （页面存档备份，存于）